# Ferenc Plemich
Ferenc Plemich (Budapest, 19 novembre 1899 – Trieste, 5 febbraio 1989) è stato un calciatore e allenatore di calcio ungherese.

## Carriera
Ha giocato in Prima Divisione con Triestina, Ideale Bari (in cui fu contemporaneamente allenatore e giocatore), Lecce e Trani.
Negli anni di Lecce assunse il ruolo di giocatore-allenatore. Nella stagione 1928-1929 conquistò la promozione in Serie B, dopo uno spareggio col Taranto e ricevette la qualifica di allenatore (fu tra i primi trenta in Italia a ricevere tale qualifica). Dopo un'esperienza al Trani dove assolse alle funzioni di giocatore e allenatore, nella stagione successiva si trasferì a Sassari, dove venne chiamato per allenare la Torres in Prima Divisione, sfiorando la promozione in Serie B: viene considerato dai tifosi il migliore allenatore che abbia avuto la compagine sarda, con cui giocò anche la sua ultima gara da calciatore. Nel corso della sua carriera allenò tra le altre Reggina, Manfredonia, Messina, Pro Italia Taranto, Ponziana Trieste, Foggia, Barletta, Bari, Grosseto, Benevento, Avellino e ancora la Torres a metà degli anni '50.
È stato il primo straniero nella storia di Lecce ed è l'allenatore che ha guidato per maggior tempo il Lecce.

## Palmarès

### Allenatore

#### Competizioni nazionali
- Prima Divisione: 1

Lecce: 1928-1929
- Serie C: 1

Lecce: 1945-1946